# Mel Lattany
Melvin „Mel“ Lattany (* 10. August 1959) ist ein ehemaliger US-amerikanischer Sprinter und Weltcup-Sieger.
Beim Leichtathletik-Weltcup 1979 in Montreal wurde er Fünfter über 200 m und mit der US-Mannschaft Zweiter in der 4-mal-100-Meter-Staffel.
1980 verhinderte der US-Boykott eine Teilnahme an den Olympischen Spielen in Moskau. Beim ersatzweise abgehaltenen Liberty Bell Classic siegte er über 100 m.
1981 war das erfolgreichste Jahr in Lattanys Karriere. Er gewann den 100-Meter-Lauf bei der Universiade in Bukarest und siegte bei mehreren internationalen Leichtathletik-Wettkämpfen über die 100 oder 200 m. Insbesondere gewann er die 100 m bei der Weltklasse Zürich und die 200 m beim Leichtathletik-Weltcup in Rom, wo er zudem mit der US-amerikanischen 4-mal-100-Meter-Stafette den dritten Platz belegte.
Bei den Leichtathletik-Hallenweltspielen 1985 in Paris schied er über 60 m im Vorlauf aus.

## Persönliche Bestzeiten
- 60 m (Halle): 6,57 s, 7. Februar 1981, Louisville
- 100 m: 9,96 s, 5. Mai 1984, Athens
- 200 m: 20,21 s, 6. September 1981, Rom (handgestoppt: 19,9 s, 13. Mai 1979, Tuscaloosa)
  - Halle: 20,84 s, 3. Februar 1984, Stuttgart